# Bruce Johnstone
William Bruce Gordon Johnstone (Durban, 30 januari 1937 – Kaapstad, 3 maart 2022) was een Formule 1-coureur uit Zuid-Afrika. 
Johnstone begon zijn carrière eind jaren 50 met motorracen in het Verenigd Koninkrijk. In 1958 keerde hij terug naar Zuid-Afrika en begon met racen met auto's, aanvankelijk in sedans en sportwagens. 
Bij BRM begon hij als monteur maar werkte zich op in het bedrijf. In 1962 werd hij ingeschreven voor de Formule 1 race in zijn thuisland. Hij haalde in die race geen punten.
Op 25-jarige leeftijd stopte hij abrupt met racen. Hij ging daarna werken voor een bedrijf dat Yamaha-motorfietsen importeerde. 
Johnstone overleed begin maart 2022. Hij werd 85 jaar oud.